# Grancey-le-Château-Neuvelle
 Grancey-le-Château-Neuvelle  là một xã ở tỉnh Côte-d’Or trong vùng Bourgogne-Franche-Comté, phía đông nước Pháp. Xã Grancey-le-Château-Neuvelle nằm ở khu vực có độ cao trung bình 430 mét trên mực nước biển.
Tại đây có lâu đài được xây từ năm 1705 đến năm 1725 bởi Jacques Eléonor Rouxel de Grancey trong một pháo đài cổ xây năm 1098 bởi Ponce de Grancey.